# Lilwani Corona
La Lilwani Corona è una struttura geologica della superficie di Venere.